# Дордрех (ЮАР)

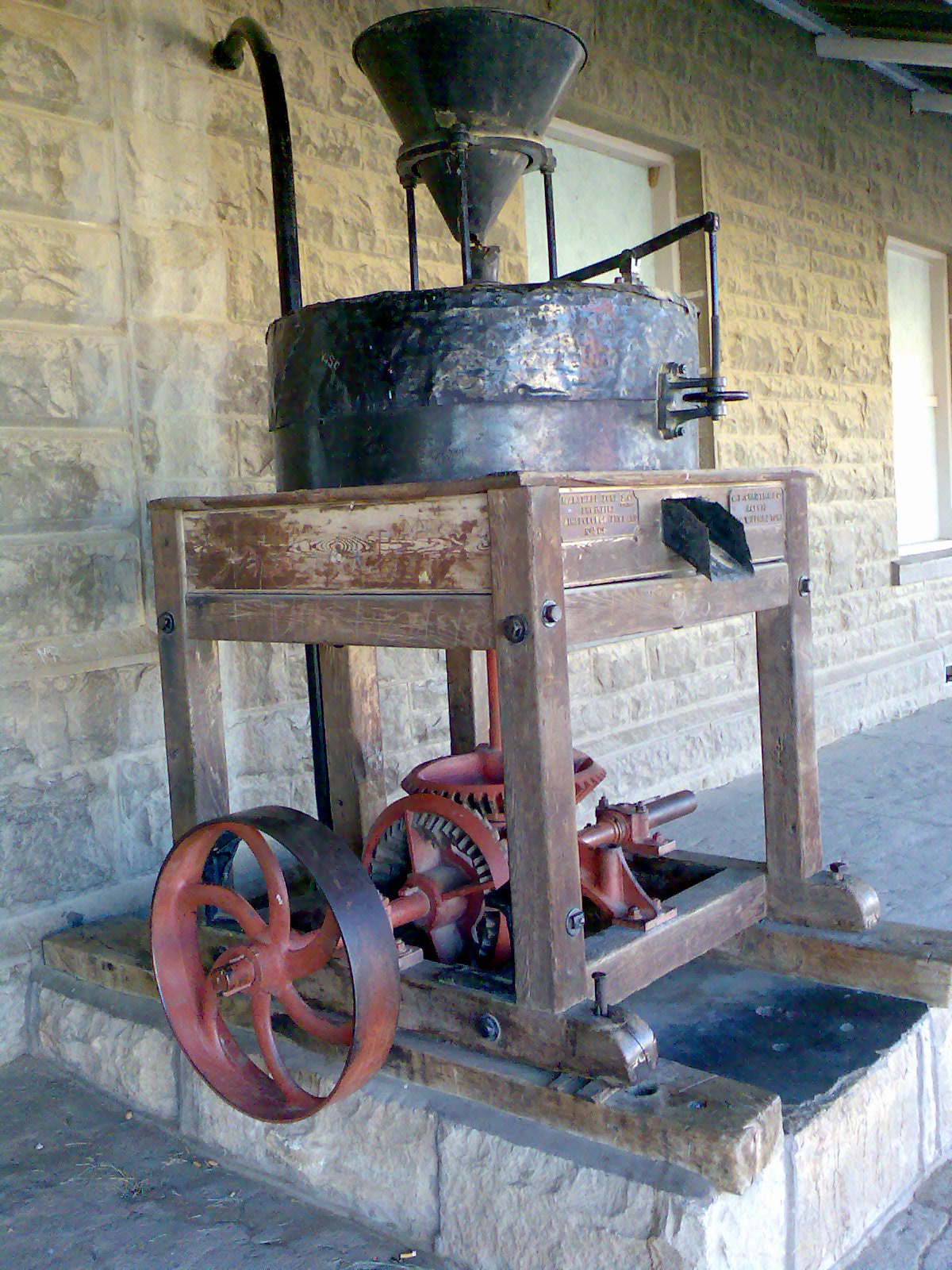
Мукомольная мельница с зубчатой передачей перед местным краеведческим музеем.

Дордрех, африк. Dordrecht — город в Восточно-Капской провинции ЮАР.

## История
Город основал в 1856 г. барон Смиддолфф, который стал проповедником Голландской реформатской церкви и сменил свою фамилию на более благозвучную Смитдорфф (Smithdorff). Город был назван в честь одноименного города на юго-западе Нидерландов.

## География
Дордрех расположен в горном массиве Стормберг, en:Stormberg Mountains, непосредственно к северу от Куинстауна, между городами Мидделбург и Мтата.
В деревне Бюффельфонтейн, расположенной между городами Дордрех и Молтено, 28 июня 1996 года была зафиксирована самая низкая температура в ЮАР: −18.6 °C.

## Экономика и туризм
Дордрех — небольшой город, окружённый фермами. В регионе распространено разведение овец-мериносов и крупного рогатого скота, а также выращивание картофеля.
Город гордится рядом исторических памятников, в том числе уникальной гостиницей 1873 года в колониальном стиле, где представлены мебель и обстановка того времени. Также туристы могут снять здесь для ночёвки комнаты на фермах, заняться ловлей форели, охотой на фазанов и другую дичь.
Учитывая близость города к самому холодному месту ЮАР на западе Драконовых гор, поблизости находится единственный лыжный курорт в ЮАР.
Сад памяти (Remembrance Garden) в центре города посвящён барону Смитдорффу.

## Демография
По данным переписи 2001 года население составляло 8741 человек.